# エメリッヒ・カールマン
エメリッヒ・カールマン（Emmerich Kálmán, 1882年10月24日 - 1953年10月30日）は、ハンガリー出身のオーストリアの作曲家。ハンガリー名はカールマーン・イムレ（Kálmán Imre）であるが、ドイツ風にエメリッヒ・カールマンと名乗り、世界的にこの名で有名である。日本で発売されているCDやDVD、文献などもほとんどこの表記によっている。

## 生涯
ハンガリーのバラトン湖南部のシオーフォクにてユダヤ系の家庭に生れる。出生名はイムレ・コップシュタイン（Imre Koppstein）。もともとは演奏会ピアニストとして立つ意向であったが、関節炎を患い、作曲に専念した（父親が破産したためとも言われる）。ブダペストのフランツ・リスト音楽アカデミーにてハンス・ケスラーに師事、バルトークとコダーイ・ゾルターンの同窓生となった。初期の交響詩は好評だったが、出版することはかなわなかった。しかしながらユーモラスなキャバレー・ソングの人気によって、オペレッタの作曲に進んだ。
最初の成功したオペレッタ『愉快な騎兵』（Tatárjárás、独語名は Ein Herbstmanöver ）は、1908年2月22日にブダペストにおいて初演された。その後ウィーンに移り、『チャールダーシュの女王』（Die Csárdásfürstin）や『伯爵令嬢マリツァ』（Gräfin Mariza）などの作品によって世界的な名声を収めた。
カールマンはフランツ・レハールとともに、20世紀初頭における「ウィンナ・オペレッタ銀の時代」の代表的な作曲家と看做されている。カールマンは、ウィンナ・ワルツとハンガリーのチャールダーシュの融合により名声を馳せた。詞・台本こそドイツ語のものを用いたものの、両親ともドイツ系でチェコ育ちでもあるレハールに比べハンガリー色は遥かに濃い。一方、カールマンはチャイコフスキーの管弦楽法を模範としているものの、ポリフォニーの構成や旋律法においては、プッチーニを理想とした。また、新時代の軽音楽としてのフォックストロットを採り入れ、ドラム・セットを用いたダンス・バンドに近い響きも試みている。
第二次世界大戦中はナチス・ドイツの弾圧を避けてアメリカ合衆国に渡り、カリフォルニア州に定住し、1942年に市民権を得てアメリカに帰化した。1949年にニューヨークを発ちパリに渡り、同地で他界した。
日本では長らく知名度の低い作曲家の一人であり、LP時代の終わりごろになってようやく『チャールダーシュの女王』の全曲レコードが初発売された程度であったが、ウィーン・フォルクスオーパーの引越し公演などを契機に1980年代から人気が高まり、現在は欧米に劣らず人気を保っている。

## 主要作品一覧

### オペレッタ作品と、初演の年・場所
- 『陽気な軽騎兵』（タタールヤーラーシュ） Tatárjárás - ブダペシュト - 1908
  - Ein Herbstmanöver - ウィーン - 1909 （陽気な軽騎兵のドイツ語版）
  - The Gay Hussars - ニューヨーク- 1909[1]
  - Autumn Manoeuvres - ロンドン - 1912
- Az Obsitos - ブダペシュト -1910
  - Der gute Kamerad - ウィーン - 1911 （Az Obsitosのドイツ語版）
  - Gold gab ich für Eisen - ウィーン - 1914 （Der gute Kameradの改訂版）
- Der Zigeunerprimás - ウィーン - 1912
  - Sari - ニューヨーク - 1914[2]
- The Blue House - ロンドン - 1912
- Der kleine König - ウィーン - 1912
  - Her Soldier Boy - ニューヨーク - 1916[3]
  - Soldier Boy - ロンドン - 1918
- Zsuzsi kisasszony - ブダペシュト - 1915
  - Miss Springtime - ニューヨーク - 1916[4]
  - Die Faschingsfee - ウィーン - 1917 （Zsuzsi kisasszonyのドイツ語版）
- 『チャールダーシュの女王』 Die Csárdásfürstin - ウィーン - 1915
  - The Riviera Girl - ニューヨーク - 1917[5]
  - The Gipsy Princess - ロンドン - 1921
- Das Hollandweibchen - ウィーン - 1920
  - A Little Dutch Girl - ロンドン - 1920
  - The Dutch Girl - アメリカ合衆国 - 1925
- Die Bajadere - ウィーン - 1921
  - The Yankee Princess - ニューヨーク -1922[6]
- 『伯爵令嬢マリツァ』 Gräfin Mariza - ウィーン -1924
  - Countess Maritza - ニューヨーク - 1926[7]
  - Maritza - ロンドン - 1938
- 『サーカスの女王』 Die Zirkusprinzessin - ウィーン - 1926
  - The Circus Princess - ニューヨーク - 1927[8]
- Golden Dawn - ニューヨーク - 1927[9]
- 『シカゴ公爵夫人』Die Herzogin von Chicago - ウィーン - 1928
  - The Duchess of Chicago - アメリカ合衆国 - 1929
- Das Veilchen vom Montmartre - ウィーン - 1930
  - Paris in Spring - アメリカ合衆国 - 1930
  - A Kiss in Spring - ロンドン - 1932
- Der Teufelsreiter - ウィーン - 1932
- Kaiserin Josephine - チューリッヒ - 1936
- Miss Underground - 1942作曲、未発表
- マリンカ Marinka - ニューヨーク- 1945[10]
- Arizona Lady - ベルン - 1954